# Faster, Pussycat! Kill! Kill!
Faster, Pussycat! Kill! Kill! is een Amerikaanse exploitatiefilm uit 1965 onder regie van Russ Meyer.

## Verhaal
De nachtclubdanseressen Varla, Billie en Rosie ontmoeten Linda en haar vriend in de woestijn. Na een autorace vermoordt Varla Linda's vriend met haar blote handen. Daarna ontvoeren de drie vrouwen Linda. Op een verlaten snelweg stoppen ze aan een benzinepomp, waar ze een oude man en zijn gespierde, achterlijke zoon opmerken. De pompbediende vertelt hen dat de oude man met zijn twee zoons op een bouwvallige boerderij woont en dat hij schatrijk is. Varla bedenkt een plan om de man te beroven.

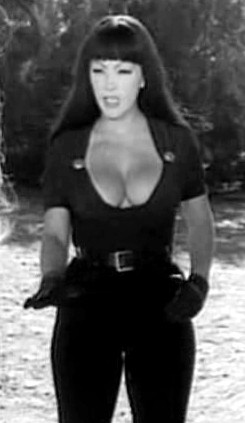
Tura Satana in Faster, Pussycat! Kill! Kill! 1965.

## Rolverdeling
| Acteur           | Personage    | Nota          |
| ---------------- | ------------ | ------------- |
| Tura Satana      | Varla        |               |
| Lori Williams    | Billie       |               |
| Haji             | Rosie        |               |
| Sue Bernard      | Linda        | Susan Bernard |
| Stuart Lancaster | Oude man     |               |
| Ray Barlow       | Tommy        |               |
| Paul Trinka      | Kirk         |               |
| Michael Finn     | Pompbediende | Mickey Foxx   |